# Ralph Kerwineo
Ralph Kerwineo, né en avril 1876 et mort en 1932 est un Américain qui est devenu célèbre après un incident de 1914 au cours duquel Mamie White, la femme qui avait vécu comme épouse de Kerwineo pendant plus de dix ans, révèle à la police locale le «vrai sexe» assigné à Kerwineo. Il s'agissait pour Mamie White de représailles à la suite du mariage légal de Kerwineo et de Dorothy Kleinowski, âgée de vingt et un ans. Kerwineo est arrêté par la police et poursuivi en justice. La presse de Milwaukee  suit l'affaire avec un vif intérêt, et cette couverture locale ne pathologise pas Kerwineo, mais préfère décrire l'histoire d'un citoyen honnête qui a enfilé un habit masculin pour soutenir ses partenaires féminines. Toutes les accusations ont finalement été abandonnées.

## Biographie
Kerwineo est né sous le nom de Cora Anderson en avril 1876 à Kendallville, Indiana. Les Andersons sont les seules personnes de couleur vivant dans une petite ville de 2 164 habitants, le père de Kerwineo étant afro-américain et sa mère, Frances Anderson, étant au moins en partie autochtone selon certains rapports (selon Mamie White, Potawatomie - Cherokee,).
En 1900, Kerwineo alors âgé de vingt-quatre ans et vivant toujours sous le nom de Cora Anderson déménage à Chicago. Vivant dans une pension dans le sud de la ville, Kerwineo rencontre une femme afro-américaine, Mamie White, et ils vivent ensemble en couple en 1904. Vers 1906, ils décident de quitter Chicago et de commencer une nouvelle vie ensemble à Milwaukee, vivant comme mari et femme (avec Kerwineo comme mari).
À Milwaukee, Kerwineo s'est constamment présenté comme étant sud-américain (souvent bolivien) d'ascendance espagnole. Il semble que revendiquer une identité en tant qu'immigrant était délibéré et a permis à Kerwineo d'utiliser l'ambiguïté raciale pour se fondre dans la composition raciale de Milwaukee composée d'une très petite population noire, mais avec une grande partie d'immigrants considérés comme «pas tout à fait blancs» mais mieux positionnés sur le plan socio-économique que les Afro-Américains de la ville. Cela peut être retracé dans les recensements - si les recensements fédéraux de 1880 et 1900 ont enregistré Kerwineo (comme Cora Anderson) comme noir, le recensement fédéral de 1910 enregistre «Ralph Kerwinies» (apparemment né en Espagne) comme blanc. Kerwineo a pu louer une maison dans le dixième quartier de la ville – un quartier peuplé principalement de Blancs indigènes – et travailler comme commis pour la société Cutler-Hammer, à une époque où la majorité des hommes noirs de la ville travaillaient comme domestiques.

### Le procès de 1914
Cinq mois avant l'arrestation de Kerwineo, la « loi sur le mariage eugénique » du Wisconsin  entre en vigueur, exigeant que tous les hommes subissent un examen médical pour les maladies vénériennes avant d'obtenir une licence de mariage, et Kerwineo réussit l'examen et épouse légalement Dorothy Kleinowski, âgée de vingt et un, fille d'immigrants polonais, le 24 mars 1914. En mai 1914, Mamie White, qui avait vécu comme épouse de Kerwineo pendant plus de dix ans, révèle à la police locale le «vrai sexe» de Kerwineo. C'était soi-disant en représailles au mariage avec Kleinowski et cela aboutit à une arrestation par la police et à un procès pour conduite désordonnée,.
Son identité assignée est révélée en 1914 par les journaux. Le traitement médiatique est différencié selon que les journaux soient nationaux ou locaux. La presse de Milwaukee suit l'affaire avec un vif intérêt, publiant des entretiens avec Kerwineo, White, Kleinowski, d'anciens employeurs, voisins et collègues. Ils se concentrent d'abord sur l'établissement de la «véritable» identité de Kerwineo, impliquant le «vrai sexe», la nationalité et l'identité raciale. Alors que l'arrestation a eu lieu pendant la révolution mexicaine et l'occupation américaine de Vera Cruz, White et Kerwineo sont tous deux rapidement revenus sur les assertions précédentes de Kerwineo concernant son identité alléguée sud-américaine et ont même tenté plus tard de conserver leur distance par rapport à la noirceur (blackness} en se concentrant sur l'héritage amérindien.
Le Milwaukee Journal, Sentinel et Evening Wisconsin acceptent chacun  l'explication de White selon laquelle, avec le racisme et le sexisme, trouver un emploi pour une femme de couleur était difficile, et cela justifiait la décision de Kerwineo de s'habiller en homme pour trouver un emploi rémunéré. De plus, la presse locale n'a pas pathologisé Kerwineo, mais présente Kerwineo comme un citoyen intègre qui endosse un habit masculin. Le Journal, Sentinel et Evening Wisconsin ont chacun publié de nombreux témoignages de Kerwineo et de personnes parlant au nom de Kerwineo. La Sentinelle a décrit ainsi le témoignage de Kerwineo : « Répondant aux questions qui lui étaient posées calmement et avec la dignité d'une femme raffinée et bien élevée, l'homme-fille a expliqué au juge pourquoi elle portait une tenue masculine. Elle a dit que c'était dans le but de mener une vie propre et de d'améliorer sa condition financière. Le journal cite le point de vue de Kerwineo sur son propre genre et leur identité : « J'étais vraiment devenu un homme et j'imaginais que la femme en moi avait péri avec mes années de changement. . . . Nous passerons sur cette partie de ma vie où je me suis épris d'une autre femme et l'ai épousée. Mais dans cette éducation, permettez-moi de dire que j'ai appris à aimer cette femme comme seul un homme peut le faire. S'il vous plaît, souvenez-vous maintenant que j'étais dur et endurci, que j'ai adopté la vision de la vie de mon sexe adoptif sans aucun doute. Mon âme de femme était morte et celle d'un homme avait pris sa place." ».
Le capitaine de police de Milwaukee, Sullivan, déclare au Milwaukee Journal : « Aucune femme n'est jamais venue dans mon bureau qui aurait eu la capacité d'utiliser un meilleur anglais, ou aurait été visiblement plus raffinée que Mme. Kerwineo, et d'après mon enquête, je crois qu'elles disent la vérité quand elles disent que la seule raison pour laquelle elles se sont lancées dans cette aventure était économique. Elles ne sont en aucun cas moralement perverties. Je suis convaincu. ». Comme Kerwinea se conforme aux attentes normatives de mener une « bonne vie », le juge G.E. Page suspend la peine et permet à Kerwineo de partir gratuitement.
Lorsque les accusations sont finalement  abandonnées, l'Evening Wisconsin déclare que le juge Page était convaincu que Kerwineo « avait adopté le déguisement pour des raisons morales et financières et menait une vie exemplaire tout en se faisant passer pour un homme, n'avait jamais fait des ouvertures à d'autres pour faire le mal et avait innocemment induit Mlle Klienowski dans un faux mariage. ».
Dans la presse nationale, Kerwineo n'est pas dépeint comme un citoyen productif, mais plutôt comme un paria social. Les reporters des journaux nationaux ont préféré rapporter l'histoire de Kerwineo non pas par rapport à la communauté de Milwaukee et à ses réactions, mais par rapport aux débats nationaux, comme celui qui se prépare sur l'eugénisme.

## Dans le milieu universitaire
L'histoire de Kerwineo a fait l'objet d'analyses dans le milieu universitaire moderne, en particulier à travers l'angle des études de genre et de la théorie queer. Avant cela, de nombreux chercheurs ont suivi l'exemple de Jonathan Katz en qualifiant Kerwineo de «femme de passage», comme Katz l'a fait dans son texte historique de 1976 Gay American History: Lesbians and Gay Men in the USA. L'anthropologue et spécialiste des études sur la transidenté Jason Cromwell,qui  classe les cas de femmes historiques qui vivaient comme des hommes en trois catégories "(1) celles qui l'ont fait pour un gain ou une aventure à court terme ; (2) celles qui l'ont fait par amour ; et (3) celles qui se sont identifiées comme des hommes. »), classe Kerwineo dans la catégorie 2, sur la base des explications trouvées dans la presse d'époque de Milwaukee.
Kerwineo est l'objet d'un article d'Emily Skidmore intitulé Ralph Kerwineo's Queer Body: Narrating The Scales of Social Membership in the Early Twentieth Century, publié dans GLQ en 2014, et est l'une des figures historiques analysées dans son livre True Sex: The Lives of Trans Men at the Turn of the Twentieth Century.